# Огензае
Огензае (Агензае) (бл. 1625 — бл. 1661) — 9-й великий оба (володар) держави Едо в 1656—1661 роках. Мав прізвисько Оба із Золотою Шкірою.

## Життєпис
Походив з Другої династії Беніну, молодшої гілки. Правнук великого оби Олуа, онук узами Гінува. Син Атуваце, що прийняв католицтво, ставши доном Домінго. Матір'ю була португальська аристократка — донька дона Фейрса. Народився близько 1625 року, отримавши ім'я Н'Огун, а католицьке — Антоніо Домінго. 1641 року за деякими відомостями за підтримки знаті став великим обою, але напевне тоді лише повернувся до Беніну. Оскільки за іншими відомостями посів трон 1643 року. Напевне, тоді став езомо й неофіційним спадкоємцем трону. Втім, напевне, лише 1656 року після смерті бездітного володаря Огуана посів трон.
Виявився слабким правителям, що потурав узама (спадковим аристократам) та місцевим правителям. Більшу уваги приділяв розвитку работоргівлі, що наповнювала державну скарбницю та державним святам. Так, відомо Огеанзае започаткував використання живого слона в обрядах. Для цього відправив спеціальну експедиції. Наслідком послаблення уряду стало те, що залежні держави на схід та південний схід перестали визнавати зверхність великого оби та практично не надсилали данину.
Помер або був повалений 1661 року. Трон посів Акензае.